# Pardosa subalpina
Pardosa subalpina là một loài nhện trong họ Lycosidae.
Loài này thuộc chi Pardosa. Pardosa subalpina được Ehrenfried Schenkel-Haas miêu tả năm 1918.